# Hakea salicifolia
Hakea salicifolia là một loài thực vật có hoa trong họ Quắn hoa. Loài này được (Vent.) B.L.Burtt miêu tả khoa học đầu tiên năm 1941.